# Jackson-Manguste
Die Jackson-Manguste (Bdeogale jacksoni) ist eine zu den Schwarzfußmangusten gehörende Art der Mangusten. 1889 von Frederick John Jackson entdeckt beschrieb Oldfield Thomas sie 1894 als Galeriscus jacksoni. Sie ist am engsten mit der Schwarzfußmanguste derselben Untergattung Galeriscus verwandt und beide werden manchmal in einer einzigen Art vereint.
Als deutsche Trivialnamen werden neben Jackson-Manguste auch Jackson-Ichneumon und Jackson-Hundemanguste verwendet.
Ursprünglich wurde sie von Paul Matschie als Massaimarder bezeichnet.

## Körpermerkmale
Die Jackson-Manguste ist eine große Manguste mit buschigem Schwanz. Ihre Kopf-Rumpf-Länge beträgt 50,8 bis 57,1 Zentimeter, die Schwanzlänge 28,3 bis 32,4 Zentimeter, die Hinterfußlänge 8,6 bis 10,8 Zentimeter, die Ohrlänge 2,3 bis 3,5 Zentimeter und das Körpergewicht zwei bis drei Kilogramm.
Junge, sich jedoch bereits fortpflanzende Tiere können deutlich kleiner als erwachsene Tiere sein.
Das lange und dichte Fell der Oberseite ist gräulich schwarz-weiß. Die Haare sind 20 Millimeter lang mit schwarzen und weißen Ringen. Die Schnauze und das Kinn sind bräunlich weiß und die Backen, die Kehle und die Halsseiten sind tiefgelb. Die Beine sind dunkelbraun oder schwarz und der buschige Schwanz ist weiß. Die Unterseite ist hellgrau und das Unterfell ist dicht und wollig. Die Ohrmuscheln sind rund und breit und die Schnauze ist stumpf. Der Nasenspiegel ist groß und die unbehaarte Verlängerung der mittig verlaufenden Furche teilt die Oberlippe. Die Vorder- und Hinterpfoten weisen nur vier Zehen auf, da die erste Zehe wie bei Schwarzfußmangusten üblich fehlt. Die Fußsohlen sind nackt und die Krallen sind dick und kräftig.
Von der Schwarzfußmanguste ist sie durch das viel längere Fell, insbesondere am Schwanz, und durch die gelbliche Färbung an Hals und Kehle unterscheidbar.
| 3 | · | 1 | · | 4 | · | 2 | = 40 |

Das Gebiss der Jackson-Manguste ist typisch für Mangusten. In jeder Kieferhälfte befinden sich
drei Schneidezähne, ein Eckzahn, vier Vorbackenzähne sowie zwei Backenzähne und die Gesamtzahl der Zähne ist 40.

## Lebensraum und Lebensweise
Der Lebensraum der Jackson-Manguste sind Bergwälder, Bambusgürtel und gebirgsnahe Tieflandwälder. Ihre Populationsdichte ist gering.
Sie jagt vermutlich häufig im dichten krautigen Bewuchs nahe Sümpfen.
Die Jackson-Manguste ernährt sich überwiegend von Nagetieren und Insekten, insbesondere von Wanderameisen. In der Aberdare-Bergkette machten Nagetiere wie Lamellenzahnratten, Zottige Sumpfratten und Afrikanische Weichratten über 50 Volumenprozent der Nahrungsbestandteile von 40 Exkrementen aus und Insekten, insbesondere Wanderameisen der Gattung Anomma, aber auch Rüsselkäfer, sonstige Käfer und Raupen 40 Prozent. Daneben wurden Doppelfüßer, Schnecken, Echsen und die Eier von Schlangen verzehrt. Jungtiere ernährten sich zu etwa 80 Prozent von Nagetieren wie Lamellenzahnratten, Bürstenhaarmäusen, eigentlichen Mäusen und Afrikanischen Weichratten, daneben von Käfern, Echsen, Vögeln und einigen Ameisen.
Das Zurechtkommen mit Kolonnen von Wanderameisen hängt vermutlich von Reife und Erfahrung ab, was auf eine kürzliche evolutionäre Anpassung an diese Ernährung hindeutet.
Die Jackson-Manguste ist hauptsächlich nacht- und dämmerungsaktiv.
In den Udzungwa-Bergen wurden 73 Prozent von 25 nachts mit Kamerafallen aufgenommenen Fotos zwischen 19 und 24 Uhr gemacht. Sie lebt möglicherweise einzelgängerisch, wird jedoch häufig in Paaren und gelegentlich in Gruppen zu vier Tieren beobachtet. Über ihre Fortpflanzung ist nichts bekannt.

## Verbreitung

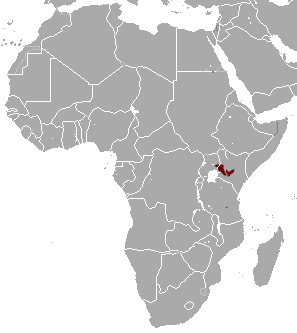
Verbreitungsgebiet der Jackson-Manguste

Das Verbreitungsgebiet der Jackson-Manguste ist sehr begrenzt und auf einige bewaldete Gebirgsregionen beschränkt.
Bekannt ist sie aus dem zentralen und südlichen Kenia, dem südöstlichen Uganda sowie den 900 Kilometer weiter südlich im zentralen Tansania gelegenen Udzungwa-Bergen,
wo sie erstmals 2001/02 nachgewiesen wurde.
In der Aberdare-Bergkette, dem Mount-Kenya-Massiv und dem Mount-Elgon-Massiv kommt sie bis in eine Höhe von 3300 Metern über dem Meeresspiegel vor.
In den Udzungwa-Bergen scheint ihr Vorkommen örtlich stark begrenzt zu sein und sie wurde bisher nur im Matunda-Wald in einem Umkreis von 2,65 Kilometern erfasst.
Möglicherweise bewohnt sie noch andere Massive der Eastern Arc Mountains wie die Uluguru-, die Nguru- und die Usambara-Berge.

## Systematik
Die Jackson-Manguste wird gewöhnlich als Art der Schwarzfußmangusten (Bdeogale) betrachtet. Sie ist am engsten mit der Schwarzfußmanguste (Bdeogale nigripes) verwandt,
von der sie sich in Schädel- und Fellmerkmalen unterscheidet
und als deren Gebirgsvariante sie häufig angesehen wird.
Beide werden manchmal in der Art Bdeogale nigripes
oder der Untergattung Galeriscus vereint,
oder sie werden als eigenständige Gattung Galeriscus von Bdeogale abgetrennt.
Als eigenständige Art wird die Jackson-Manguste von
Allen (1939),
Rosevear (1974),
Corbet und Hill (1980),
Honacki und Mitarbeitern (1982),
Nowak und Paradiso (1983),
Corbet und Hill (1986),
Schliemann (1988),
Corbet und Hill (1991),
Nowak (1991),
Wozencraft (1993),
Kingdon (1997),
Nowak (1999),
Pavlinov (2003),
Wozencraft (2005),
Van Rompaey und Mitarbeitern (2008)
sowie Gilchrist und Mitarbeitern (2009)
betrachtet.
Kingdon (1977) behandelt sie als Unterart der Schwarzfußmanguste
und Dücker (1972) hält sie ebenfalls für dieselbe Art.
Unterarten wurden nicht beschrieben.

## Nomenklatur
Oldfield Thomas beschrieb die Jackson-Manguste 1894 als Typusart Galeriscus jacksoni der neuen Gattung Galeriscus.
Als Typusfundort gab er Mianzini im Land der Massai auf einer Höhe von 8000 Fuß (2438 Meter) über dem Meeresspiegel an. Reginald Ernest Moreau, George Henry Evans Hopkins und Robert William Hayman schränkten den Fundort bei Mianzini 1945/46 auf wenige Meilen ostsüdöstlich vom Naivashasee, am südlichen Ende des Kinangop-Plateaus und auf eine Höhe von 9000 Fuß (2743 Meter) ein.
Frederick John Jackson entdeckte die Jackson-Manguste 1889
und sandte 1894 einen Balg ohne Schädel an das British Museum in London.
Fehlgeleitet durch das mangelhafte und unvollständige Typusexemplar hielt Thomas sie zunächst für mit den Grisons verwandt.
Paul Matschie nannte sie 1895 Massaimarder,
war jedoch der erste, der in ihr eine Schwarzfußmanguste erkannte.
Reginald Innes Pocock betrachtete Galeriscus 1916 ebenfalls als Synonym von Bdeogale.
Ned Hollister hielt sie 1918 für eine geografische Unterart der Schwarzfußmanguste.

## Bestand und Schutz
Die Jackson-Manguste kommt in voneinander getrennten Populationen vor und scheint selten zu sein.
Jedoch gibt es zum Bestand keine verlässlichen Angaben. Die Weltnaturschutzunion IUCN stufte sie 2008 als gering gefährdet (Near Threatened) und beinahe als gefährdet (Threatened) ein. Dies wird mit dem angenommenen Populationsrückgang von 20 bis 25 Prozent innerhalb der letzten 15 Jahre aufgrund von Lebensraumverlust begründet. Da sie auf Wald als Lebensraum angewiesen ist, liegt ihre Hauptbedrohung wahrscheinlich in der anhaltenden Zerstörung der Wälder. Sie wurde 1988, 1990 und 1994 als unzureichend bekannt (Insufficiently Known) und 1996 als gefährdet (Vulnerable) eingestuft.
Mehrere Populationen kommen in Schutzgebieten wie dem Aberdare-Nationalpark, dem Mount-Kenya-Nationalpark, wahrscheinlich dem Mount-Elgon-Nationalpark und dem Udzungwa-Mountains-Nationalpark vor. In Tansania liegen alle bestätigten Vorkommen in Schutzgebieten. Sie ist außerdem vermutlich weiter verbreitet als bisher bekannt. De Luca und Rovero (2006) empfehlen den vollständigen Schutz der an den Udzungwa-Mountains-Nationalpark angrenzenden Wälder und die Untersuchung anderer Grundwasserwälder auf ihr Vorhandensein.